# Bone : La Forêt sans retour
Bone : La forêt sans retour (Bone: Out from Boneville) est le deuxième jeu vidéo créé par Telltale Games et le premier d'une série de jeux d'aventure basée sur la bande dessinée Bone. Le jeu a été réalisé en septembre 2005 après sept mois de production. Il s'agit de l'adaptation du premier tome du comics de Jeff Smith qui raconte les aventures de Fone Bone et de ses deux cousins : Phoney Bone et Smiley Bone. Une version française est sortie en juin 2007 en France.
Une suite est sortie en avril 2006 : Bone : La Grande Course.

## Synopsis
Au début du jeu, Fone, Phoney et Smiley Bone sont évincés de leur ville natale, Boneville à cause de magouilles de Phoney Bone. Ils se retrouvent perdus dans le désert avec seulement une carte mystérieuse pour les aider à savoir où ils se trouvent. Par la suite, les cousins se retrouvent séparés. Le joueur va alors diriger alternativement Fone et Phoney Bone à travers une vallée mystérieuse à la recherche de leur cousin Smiley. Sur la route, ils vont faire connaissance avec un insecte s'appelant Ted, une jolie jeune fille qui porte le nom de Thorn, sa grand-mère Ben et un trio d'enfants opossums. Les cousins étant poursuivis par des créatures-rats tenues à distance grâce à l'énigmatique dragon rouge...

## Système de jeu
Le jeu, entièrement en 3D, reste un jeu en pointer-et-cliquer à la souris. Les actions à mener se font par un simple clic gauche. Il n'y a pas de fonction "parler", "prendre" ou "utiliser". L'action la plus logique est réalisée : Si on clique sur une personne, on lui parle. Si on clique sur un objet, on obtient sa description et le personnage le prend s'il est utile.
L'inventaire est représenté par un sac à dos. Il n'est cependant pas possible de combiner des objets de l'inventaire entre eux, mais uniquement avec les éléments du décor.
Le jeu est parsemé de mini-jeux. Destiné aux plus jeunes, il est malheureusement très linéaire (il n'y a pas plusieurs intrigues à résoudre en même temps), très facile et se finit en quelques heures.

## Bande-son
La bande originale du jeu a été composée par Jared Emerson-Johnson (de Bay Area Sound).

## Accueil
- Adventure Gamers : 3,5/5[1]